# Aloi de Montbrai

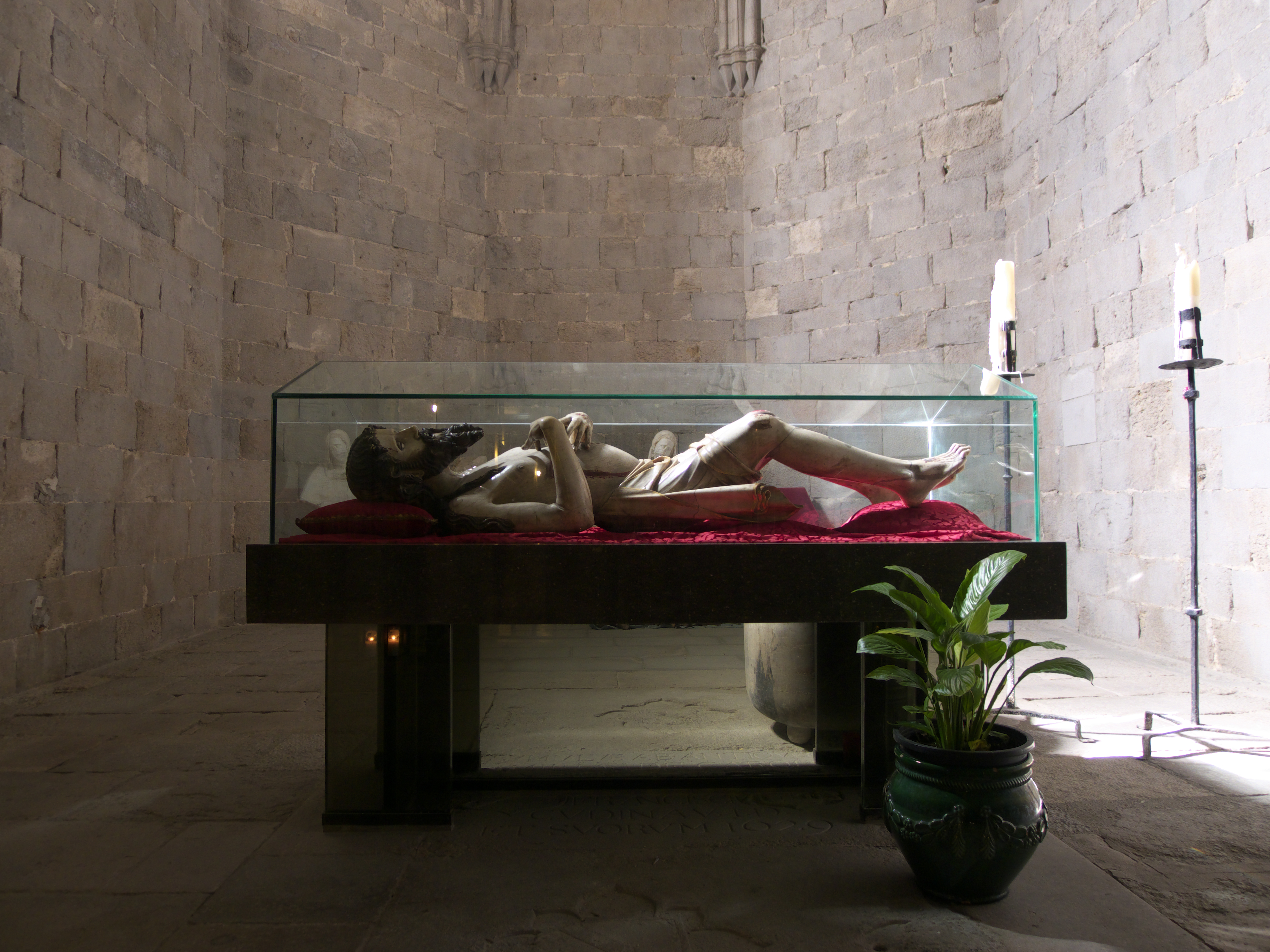
Iglesia de San Félix (Gerona) Cristo yacente (1350)

Aloi de Montbrai o Maestro Aloi (o Eloy).Siglo XIV. Escultor aragonés de origen francés. Se encuentra documentado en Cataluña entre los años 1337 y 1368, se cree de procedencia francesa, aunque su actividad profesional se realizó para la Corona de Aragón.
Recibe encargos reales de Pedro el Ceremonioso; el primero documentado en el año 1337 es el del sepulcro de su madre Teresa de Entenza. La realización de 19 esculturas de los condes y de los reyes aragoneses para el Salón del Tinell en el Palacio Real Mayor de Barcelona; más tarde también le encarga el panteón real del monasterio de Poblet que lo llevó a cabo junto con el escultor Jaime Cascalls. Trabajaron ambos hasta 1361, intercalando obras indistintas de otros encargos.
El rey Pedro el Ceremonioso le otorgó el título de «Maestro imaginero de la casa del señor Rey».

## Otras obras
- Virgen María de Prats del Rey Noya). Alabastro policromado de 1340.[4]
- El sepulcro de Margarita de Lauria en Valencia. 1344
- Sepulcro de San Daniel en el Monasterio de San Daniel de Gerona. 1345
- Cristo yacente para la iglesia de San Félix de Gerona. 1350
- Silla episcopal del coro de la catedral de Gerona, obra de gran altura artística.